# Hopmann (cráter)

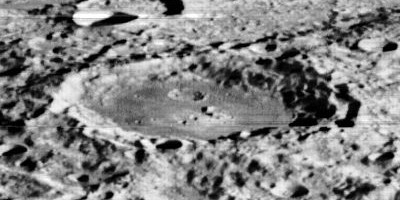
Vista oblicua (Lunar Orbiter 2), lado sur

Hopmann es un cráter de impacto que se encuentra en el hemisferio sur del lado oculto de la Luna. Está unido a la parte norte de la gran planicie amurallada del cráter Poincaré. A menos de un diámetro de distancia al norte-noroeste aparece el cráter Garavito.
|  |

El borde exterior de este cráter ha sufrido algún desgaste debido a la erosión de impactos posteriores. Las paredes interiores todavía poseen algunas estructuras aterrazadas en su sector meridional. Un pequeño cráter se superpone al borde norte, y otro par de diminutos cráteres se alinean con el borde de Hopmann en su lado oriental.
El suelo interior es relativamente plano y tiene un albedo más bajo que la superficie circundante, dándole un aspecto ligeramente oscuro. Algunas crestas bajas se localizan cerca del punto medio del cráter, con un borde en forma de doble anillo al sur-sureste del centro. Un pequeño cráter al noroeste del punto medio está rodeado por una pequeña falda de material de mayor albedo, dándole la apariencia de un parche blanco.